# Coniopteryx latilobis
Coniopteryx latilobis är en insektsart som beskrevs av Meinander 1975. Coniopteryx latilobis ingår i släktet Coniopteryx och familjen vaxsländor. Inga underarter finns listade i Catalogue of Life.